# Рецептор ГОМК
Рецептор γ-оксибутирата (англ. γ-hydroxybutyrate receptor, GHBR), первоначально идентифицированный как белок GPR172A - метаботропный трансмембранный рецептор, сопряжённый с G-белком (GPCR). Связывает естественный нейромедиатор и психотропное вещество: γ-оксимасляную кислоту (ГОМК).

## История
Наличие рецептора к ГОМК было предсказано при изучении действия ГОМК и родственных соединений (γ-бутиролактона, 1,4-бутандиола), которые как предполагалось ранее действуют исключительно через систему ГАМКБ рецепторов. Однако ряд эффектов, наблюдавшихся при действии ГОМК не мог быть обусловлен действием на рецепторы ГАМКБ. Поэтому было высказан гипотеза, согласно которой существует дополнительный рецептор, обеспечивающий связывание ГОМК и обуславливающий наблюдающиеся эффекты. В качестве возможного кандидатного рецептора рассмотрели один из рецепторов, сопряжённых с G-белком, с неизвестной на тот момент функцией - GPR172A. Данная гипотеза в дальнейшем получила экспериментальные подтверждения. Впервые ГОМК-рецептор был клонирован и охарактеризован в 2003 году у крыс затем, в 2007 году, был клонирован гомологичный ген человека.

## Функция
Функции и механизм трансдукции сигнала ГОМК-рецептора существенно отличаются от ГАМКБ -рецептора. ГОМК-рецептор не имеет гомологии с ГАМКБ-рецептором. Одновременный прием смеси агонистов ГОМК/ГАМКБ-рецепторов вместе с селективными антагонистами ГАМКБ-рецепторов или применение селективных агонистов ГОМК-рецепторов не вызывает седативного эффекта, а оказывает стимулирующий эффект, в высоких дозах сопровождается судорогами, которые как считается обусловлены увеличением Nа+/K+ тока и увеличенным выбросом дофамина и глутамата.

## Лиганды

### Агонисты
- 1,4-Бутандиол
- 3-Гидроксициклопент-1-ен карбоновая ксилота (HOCPCA)[англ.]
- 4-(п-Chlorobenzyl)-ГОМК
- γ-Бутиролактон (ГБЛ)
- γ-Оксимасляная кислота (ГОМК)
- γ-Гидроксивалериановая кислота (ГВК)[англ.]
- γ-Валеролактон (ГВЛ)[англ.]
- транс-Гидроксикротоновая кислота (Т-ГКК)[англ.]
- Ацебуровая кислота[англ.]
- NCS-356 (4-(4-chlorophenyl)-4-hydroxy-but-2-enoic acid, CAS# 430440-66-7)
- NCS-435 (4-(p-methoxybenzyl)-GHB)
- UMB66[англ.]
- UMB68[англ.]
- UMB72
- UMB86[13]

### Антагонисты
- Габазин (Ср-95531)[14]
- NCS-382[англ.]

### Не выясненные функции
- (R)-4-[4′-(2-Iodobenzyloxy)phenyl]-GHB]]
[15]
- Амисульприд
- Левосульприд[англ.]
- Прохлорперазин
- Сульпирид
- Сультоприд